# Nationalpark Bali Barat
Der Nationalpark Bali Barat (auch Nationalpark West-Bali genannt) liegt im Nordwesten der indonesischen Insel Bali und wurde 1983 als Nachfolger eines von den Niederländern angelegten Naturparks zum Nationalpark erklärt. Speziell zum Schutz des Balistares wurde der Park gegründet. Er nistet im nördlichen Teil des Parks, wobei nur eine kleine Hundertschaft von Exemplaren überhaupt vorhanden ist. Er könnte das Überleben einer ausreichend großen Population der Vögel garantieren, sofern die Wilderei unter Kontrolle gebracht wird.
Im Nordwesten liegt die Insel Menjangan (Pulau).